# Rhapsody-Saga
Die Rhapsody-Saga (original: Symphony of Ages) ist eine derzeit siebenteilige High-Fantasy-Romanreihe, die seit 1999 von der US-amerikanischen Schriftstellerin Elizabeth Haydon verfasst wird. Seit 2003 werden die ersten sechs Bände durch die Verlagshäuser Heyne und Piper in Deutschland publiziert. Der siebente Band "The Merchant Emperor" wurde bislang nicht ins Deutsche übersetzt.

## Fiktiver Hintergrund
Die Rhapsody Saga ist in einer fiktiven mittelalterlichen Welt angesiedelt. In den ersten drei Teilen beschränkt sich die Handlung auf die versunkene Insel Serendair, die Neue Welt sowie einige kleinere Inselgruppen. Zum wiederholten Male bereiten sich die Bewohner auf einen großen Krieg vor, der sich zwischen der gespaltenen Bevölkerung abzeichnet. Erst vierhundert Jahre zuvor war der letzte siebenhundertjährige Krieg beendet worden.

## Hauptpersonen

### Rhapsody
Rhapsody ist die Protagonistin. Während ihr Vater menschlichen Ursprungs war, ist ihre Mutter eine Liringlas, sie ist also ein Halbblut. Sie wächst Ende des dritten Zeitalters bei den Menschen auf dem Land auf. Nachdem sie an ihrem 14. Geburtstag von einem geheimnisvollen Burschen entjungfert wird und der am nächsten Tag verschwindet, macht sie sich auf die Suche nach ihm und verlässt deshalb ihr elterliches Haus. Sie lebt bis zu ihrer Flucht von Serendair in Ostend, der größten Stadt der Insel, und bietet dort aus Not ihre Dienste als Prostituierte an. Nebenbei macht sie ihre Ausbildung zur Sängerin und Benennerin, auch wenn sie diese nie richtig abschließen konnte. Trotz der vielen schlechten Erfahrungen ist sie eine sehr naive und gutherzige Person.

### Achmed
Der Bruder von allen, aber verwandt mit keinem. Achmed ist neben Grunthor der einzige Freund, der Rhapsody von der alten Welt noch geblieben ist. Über seine Vergangenheit erfährt man in den Büchern sehr wenig. Genau wie Rhapsody ist er ein Halbblut, seine Mutter war eine Dhrakierin und sein Vater ein Bolg. Er war der erste Dhrakier, der auf Serendair geboren wurde, und hat darum eine spezielle Fähigkeit, die ihn zu einem präzisen, praktisch unfehlbaren Mörder macht, aber auch zu einem Heiler. Diese Fähigkeit setzt er aber nur einmal ein, um Rhapsody nach dem Gebären vor dem Verbluten zu retten; Achmed kann durch die Schwingungen der Luft die Herzschläge aller anderen auf Serendair geborenen Wesen und damit ihren Aufenthaltsort feststellen. In der neuen Welt verliert er diese Fähigkeit, bzw. kann sie nur noch auf die Cymrer der ersten Generation anwenden. Er vertraut, abgesehen von seinen zwei Freunden aus der alten Welt, keinem.

### Grunthor
Grunthor ist der wohl älteste Freund von Achmed, seine Vergangenheit ist jedoch noch unklarer als die von Achmed. Man weiß, dass er in der alten Welt Sergeant-Major unter seinesgleichen gewesen sein muss, jedoch verlor er seine Truppen. Den Titel hat er beibehalten und in den Bolglanden auch wieder Verwendung dafür. Obwohl Grunthor noch größer und furchterregender als die Bolg ist (auch er ist, wie die anderen drei Hauptpersonen ein Halbblut), hat er dennoch ein gutes, weiches Herz und ist um keinen Scherz mit oder über Rhapsody verlegen.
Er besitzt eine große Waffensammlung, die er immer auf seinem Rücken mit sich führt. Während die drei durch den Bauch der Erde gewandert sind, hat Grunthor Rhapsody in die Kunst des Schwertkampfes eingeführt.

### Gwydion von Manosse
Gwydion ap Llauron ap Gwylliam tuatha d'Anwynan o Manosse, Sam oder auch Ashe genannt, ist Rhapsodys späterer Liebhaber und Ehemann. Durch ihren späteren gemeinsamen Sohn Meridion wird Gwydion als Kind nach Serendair in die Vergangenheit teleportiert. Er lernt dort Rhapsody kennen und ist für ihr späteres Handeln und indirekt das Zusammentreffen mit Grunthor und Achmed verantwortlich. In der neuen Welt ist er nur noch ein Schatten seiner selbst, nachdem ihm von einem F'dor ein Teil seiner Seele geraubt wird. Er trifft Rhapsody wieder und ist auf den ersten Blick in sie verliebt, ohne dass er jedoch weiß, dass sie das Mädchen war, das er damals in Serendair kennengelernt hat. Eine Liebesgeschichte beginnt, die extreme Höhen und Tiefen aufzuweisen hat, so will ihn Rhapsody zwischenzeitlich nicht mehr sehen. Am Ende des dritten Bandes werden die beiden dann von den Cymrern und deren Nachkommen zum Herrn und Herrin der Cymrer gekrönt.

### Jo
Nach ihrer Befreiung aus den Händen des Bösen macht Rhapsody Jo zu ihrer Adoptivschwester. Jo ist ein Straßenkind, genau wie es Rhapsody selbst für einige Zeit war. Erst nach längerem Hin und Her mit Achmed gibt dieser seine Einwilligung, dass die 16-jährige Jo mit ihnen reisen darf. Jo ist so ziemlich das genaue Gegenteil von Rhapsody, sie ist laut, gewitzt, aber auch schnell eingeschnappt. Dennoch entwickelt sich zwischen den drei Gefährten, allen voran Grunthor und Rhapsody, und ihr eine Freundschaft.

### Oelendra
Oelendra ist neben Rhapsody vermutlich die einzige andere Liringlas auf dem neuen Kontinent. Sie war die frühere Trägerin der Tagessternfanfare, jedoch hatte sich nie ein solch starkes Band zwischen ihr und dem Schwert gebildet, wie das bei Rhapsody der Fall ist. Sie ist Rhapsodys Schwerttrainerin und wird ihr im Verlauf der Bücher eine treue Freundin. Auch sie gehört dem Geheimbund der Blutsverwandten an. Überdies war sie eine Führungskraft auf der ersten Flotte. Nach Merithyns Tod führte sie die erste Flotte in die neue Welt und sicher an Land.

### Llauron
Llauron ist einer der ersten Menschen, welche das Trio in der neuen Welt trifft. Er ist der Fürbitter der Filiden, die die Natur religiös verehren. Zudem ist er der zweitälteste Sohn von Gwylliam und Anwyn und der Vater von Ashe. Über sein wahres Alter kann man nur spekulieren; da er deutlich älter aussieht als Anborn und Edwyn Grifith, kann man davon ausgehen, dass er sich extra älter macht, um sein Charisma zu stärken. Im Verlaufe des dritten Buches nimmt er die Gestalt eines Drachen an und verliert so seine Seele. Im fünften Band stirbt er dann endgültig, als er sich selbstlos, wie er es zu Lebzeiten nie war, vor Rhapsody und deren Kind wirft, damit diese von Anwyns Feuer verschont bleiben.

### Anborn
Anborn, Llaurons jüngerer Bruder, hat während des Cymrischen Zeitalters für jeden und gegen jeden gekämpft, vor allem auf der Seite seines Vaters, den er jedoch fast genauso verachtet hatte wie seine Mutter. Er ist ein harscher, unfreundlicher Zeitgenosse, seine sanfteren Seiten kommen nur selten zum Vorschein. Auch er gehört dem geheimen Bund der Blutsverwandten an und ist ein hervorragender Kämpfer. Gegen Ende des dritten Bandes verliert er im Kampf gegen seine Mutter Anwyn beide Beine. Fortan ist er gelähmt, was ihn aber nicht daran hindert, immer noch im Sattel zu sitzen. Im sechsten Band wird er erneut zum Marschall ernannt, diesmal von seinem Neffen Ashe.

### Anwyn
Neben Gwylliam, dem Visionär, ist Anwyn der Ursprung allen Übels, das auf die cymrische Nation fällt. Sie war die Königin der Cymrer der ersten Flotte. Als Gwilliam mit der dritten Flotte angekommen war, beschlossen die beiden, gemeinsam als König und Königin der Cymrer zu herrschen. Sie haben drei Söhne: Edwyn Griffyth, Llauron und Anborn.
Während des großen Krieges hat Anwyn erfolgreich gegen Gwyllian gekämpft. Sie konnte ihn schlussendlich mit Hilfe eines F'Dor-Dämons besiegen. Der Preis war hoch, und schließlich stand sie vor dem Scherbenhaufen einer Nation, von der sie nicht mehr als alleiniges Oberhaupt akzeptiert wurde. Da sie als Tochter von Elynsynos mit der Gabe des Hellsehens gesegnet war, wurde sie auch in ihrer Verbannung von ein paar wenigen besucht, die einen Blick in die Vergangenheit werfen wollten. Sie hat noch zwei jüngere Schwestern: Rhonwyn, die die Gegenwart sieht, und Manwyn, die in die Zukunft sehen kann.

## Handlung

### Band 1: Tochter des Windes
Die junge Rhapsody wird mitten in ihrer Abschlussarbeit zur Benennerin von ihrer Vergangenheit eingeholt: ein Kunde der ehemaligen Prostituierten will sie unbedingt wieder in ihrem alten Gewerbe sehen und schreckt dabei vor keinem Mittel zurück. Nur knapp ihren Häschern entkommen, läuft sie zwei furchterregenden Fremden in die Arme: dem Bruder und Grunthor, die ihr das Leben retten. Der Bruder ist der größte Meuchelmörder seiner Zeit und mit Grunhthor, einem sieben Fuß großen grünbraunhäutigen Ungeheuer auf der Flucht vor einem F'Dor-Dämon, der ihn versklavt hat und danach trachtet, die Welt zu zerstören. Dank ihrer Fähigkeit als Benennerin löst Rhapsody den Fluch unwissentlich, indem sie den Bruder in Achmed die Schlange umbenennt. Zusammen fliehen die drei zu der Sagia, einem der fünf Bäume, an deren Standorten die Zeit selbst begann und deren Wurzeln bis tief ins Erdinnere gehen und die ganze Welt vernetzen.
Nach ihrer langen Reise durch die Wurzeln der Sagia, wo sie sich mehrmals beweisen mussten und sich zwischen ihnen eine tiefe Freundschaft entwickelt hat, stellen sie fest, dass sie am anderen Ende der Welt herausgekommen sind. Sie erfahren, dass ihre Reise 1400 Jahre gedauert hat und ihre Heimat, die Insel Serendair, in den Fluten des Meeres untergegangen ist, als sich das Schlafende Kind erhob. Auf ihrer Reise durch das ihnen unbekannte Land müssen sie feststellen, dass der ganze Kontinent von sinnloser Gewalt heimgesucht wird. Sie lernen unter anderem Llauron und Ashe kennen und Achmed schwingt sich zum neuen König der Firbolg im ehemaligen Canrif auf.
Tochter des Windes ist der Auftakt der ersten Rhapsody Trilogie.

### Band 2: Tochter der Erde
Die Jagd nach dem obskuren F'Dor geht weiter. Rhapsody macht sich unter dem Begleitschutz des mysteriösen Ashe zur Drachin Elynsynos auf, die zur Zeit der Ankunft der Cymrer über einen großen Teil des Kontinents herrschte. Von ihr erfährt sie viel über die Vergangenheit und auch über den Rakshas, einen Spross des F'Dores, der auf der Jagd nach ihr ist. Rhapsody reist weiter nach Tyrian, um bei Oelendra zu lernen und beschützt den Patriarchen in der heiligen Stadt Sepulvarta vor einem Attentat des Rakshas. In der Zwischenzeit finden Achmed und Grunthor die Überreste einer alten Dhrakier-Kolonie in den Zahnfelsen, unweit vom Kessel. Darin finden sie auch das Schlafende Kind aus Lebendigem Gestein und die einzige Überlebende der Kolonie, die Achmed später im Bannritual der Dhrakier unterweist, mit dem F'dor-Geister in einem Wirtskörper festgehalten werden, mit dem zusammen sie getötet werden können. Rhapsody findet indessen heraus, wer Ashe in Wirklichkeit ist und beschließt, ihm zu helfen. Sie werden zunächst ein Liebespaar und finden später heraus, dass sie einander sogar noch länger kennen, als sie glaubten. Doch vorher bricht Rhapsody mit Achmed und Grunthor auf, um den Rakshas zu töten und Ashe sein fehlendes Seelenfragment zurückzubringen. Am Ende müssen die drei noch einen Angriff des F'dor auf das Erdenkind abwehren, wobei die letzte Überlebende der Kolonie stirbt.

### Band 3: Tochter des Feuers
Achmed und Rhapsody machen sich auf, die Kinder des Rakshas zu finden. Diese Kinder tragen das Blut des F'dor in sich, mit dem Achmed den F'dor selbst aufspüren kann. Zwei der Kinder finden sie in Yarim, die anderen sind auf dem gesamten Kontinent verteilt. In der Zwischenzeit wird selbst der alljährliche Winterkarneval in Navarne Opfer der unerklärlichen Gewalttaten, die den Kontinent seit Jahrzehnten überziehen. Nachdem Rhapsody alle Kinder des F'dor gefunden hat und aus ihrem Blut das des F'dors destilliert wurde, unternimmt sie mit Llauron eine Reise, an deren Ende er "stirbt" und in seiner wahren Drachengestalt aufgeht. Danach reist sie nach Tyrian um Oelendra zu helfen, die zersplitterten Lirinvölker wieder zu verbünden und unter einem Herrscher oder einer Herrscherin zu vereinen. Schließlich erwählt die Krone der Lirin sie selbst zur neuen Königin. Achmed indessen kann den Wirt des F'dor herausfinden, und nach Rhapsodys Krönung zur Lirinkönigin machen sie sich schließlich auf, den F'dor zu töten. Letztlich beruft Rhapsody das Cymrische Konzil ein, wo sie selbst und Gwydion zum neuen Herren und Herrin der Cymrer gewählt werden.

### Band 4: Tochter der Zeit
Rhapsody erwartet von Ashe ein Kind. Da ihr sein Drachenerbe zu schaffen macht, will sie sich in die Obhut der Drachin Elynsynos begeben. Auf ihrer Reise wird sie von ihrem totgeglaubten Erzfeind aus der alten Welt, Michael, Wind des Todes, überrascht und von ihm entführt. Er hatte den Untergang der Insel überlebt, indem er sich mit einem F'dor verbündete, der fortan seinen Körper besetzt, diesen jedoch nicht vollständig zu kontrollieren vermag. So ist Michael auch noch nach 1500 Jahren hinter Rhapsody her.
In Sorbold häufen sich beunruhigende Geschehnisse. Die Kaiserin und ihr Sohn sterben eines mysteriösen Todes.
Achmed plant den Bau einer erstaunlichen Maschine, die schon zur Zeit von Gwilliams benutzt wurde. Sie wird der Lichtfänger oder auch die Lichtschmiede genannt, allerdings soll sie ihm, so wird sich zeigen, nur Unheil bringen.

### Band 5: Tochter des Sturms
Rhapsody bereitet sich immer noch auf die Geburt ihres Kindes vor. Nach ihrer Rettung aus den Fängen Michaels sucht sie nun endlich den Schutz der Drachin Elynsynos auf. Den hat sie auch bitter nötig, da die totgeglaubte Anwyn einen Weg aus ihrem ewigen Schlaf gefunden hat und Rhapsody nun nach dem Leben trachtet.
Derweil hat Achmed ganz andere Probleme. Nachdem der Lichtfänger zerstört wurde, arbeitet er fieberhaft an dessen Wiederaufbau, um seinem Reich und dem Erdenkind, welches Tief unter Ylorc schlummert, den besten Schutz zu bieten.
Zudem geben seltsame Geschehnisse beim Bündnispartner Sorbold allen Grund zur Sorge. Gerüchten zufolge steht ein Krieg unmittelbar bevor, und auch der neue Kaiser von Sorbold heckt einen teuflischen Plan aus und rüstet zum Krieg auf. Nebenbei plündert er auch noch von der Erdbasilika des Lebendigen Gesteins aus, um ein unzerstörbares Instrument zum Töten zu erschaffen.

### Band 6: Tochter der Sonne
Meridion, das Kind der Zeit, wurde inzwischen von Rhapsody geboren. Doch noch immer können sich Mutter und Kind nicht in Sicherheit wiegen.
Bei einem geheimen Konzil in Haguefort, zu dem nur die wichtigsten geladen sind, werden die Ereignisse in Sorbold besprochen und analysiert. Ein Krieg scheint unausweichlich. Talquist, der neue Regent von Sorbold, rüstet seine gesamte Streitmacht auf und ist zudem noch hinter dem Kind der Zeit her und schreckt dabei vor keinem Mittel zurück. Rhapsody soll sich deshalb mit ihrem Kind in den Ylorc verstecken.
Damit nicht genug: Auch Achmed ist nicht sicher. Ein dhrakischer Meuchelmörder hat die Welt betreten und ist auf der Suche nach verschiedenen F'Doren und sucht auch nach Achmed.

## Völker
In den Romanen von Haydon gibt es zwei Arten von Völkern, die Urvölker sowie ihre Nachkommen. Zu ersteren gehören die Seren, F'Dor, Mythlin, Kith und Drachen. Diese Völker sind direkt aus den Elementen hervorgegangen. Die Nachkommen, wie die Menschen oder Lirin, stammen von jeweils einem der Völker direkt oder indirekt ab.

### Seren
Die Seren sind das mächtigste der Urvölker, da sie aus dem ältesten und mächtigsten Element hervorgegangen sind: dem Äther. Sie haben menschliche Form, jedoch ist ihre Haut viel goldener. Zusammen mit den Mythlin haben sie in der Urzeit die Falle für die F'dor aufgestellt. Die Seren besitzen eine unsterbliche Seele.

### F'dor
Die F'dor entstammen dem zweitältesten Element, dem Feuer. Sie sehen es als ihre Bestimmung an, die Welt in dem Feuer aufgehen zu sehen, aus dem sie selbst kommen, was sie mit einem riesigen Drachen, dem Schlafenden Kind in der Erde, zu erreichen versuchen. Der Schöpfer hat ihnen sein Bild nicht gezeigt, darum sind sie selbst gestaltlos und müssen sich einen Wirt suchen, den sie langsam aufbrauchen, so wie auch Feuer seine Nahrung verbrennt. Daher besitzen die F'dor auch keine unsterbliche Seele. In der Urzeit haben die vier anderen Urvölker die F'Dor bekämpft und in einem Gefängnis aus Lebendigem Gestein in der Erde eingesperrt, wo sie von den Dhrakiern bewacht werden. Durch den Einschlag des Schlafenden Kindes in Serendair konnten einige der F'dor entkommen.

### Mythlin
Mythlin kommen aus dem Element Wasser und leben tief in den Gewässern. Sie werden selten von anderen erblickt, aber es heißt, wer die Haut eines Mythlin berührt, wird viel Glück haben und eine besondere Zukunft. Da sie unter Wasser und damit fern dem Himmel leben, haben sie keine Seele, die nach ihrem Tod zu den Sternen aufsteigen kann.

### Kith
Kith sind die Wesen des Elementes Luft. Sie glauben an die Geschichte über die Schöpfung, die ihnen von den Seren erzählt wurde. Die Legende besagt, dass sich aus der Bewegung des Wassers ein Wind erhob und die Wellen zurückgeblasen hat. Von diesem Wind stammen die Kith ab. Die Kith haben ein besonderes Gespür für Schwingungen und können dadurch diejenigen F'dor, die aus ihrem Gefängnis entkommen konnten, aufspüren. Sie besitzen ebenfalls eine unsterbliche Seele.

### Drachen
Drachen oder Wyrm bestehen aus Äther und haben aus diesem Grund keine Seele. Die Lebenserwartung der Drachen ist sehr lange, jedoch sind sie beinahe ausgestorben. Ihr Element ist die Erde. Beim Kampf gegen die F'dor hat sich der Urvater der Drachen geopfert, um das Gefängnis für sie zu bilden.

### Lirin
Lirin sind der Verbindung von Ur-Seren und Kith entsprungen und lebten im Wald der Sagia. Nach dem Exodus von Serendair besiedelten sie Manosse, da mit der zweiten Flotte, die sich in einem Sturm dorthin verirrte, viele Lirin segelten. Die Lirin werden noch weiter unterteilt: die Wald-Lirin, genannt Lirindarc, mit einer sehr dunklen Haut- und Haarfarbe, die sie in Wäldern gut tarnt; Lirinved, die am Rand von Wäldern und Wiesen leben und ein entsprechendes Aussehen haben; und schließlich die Liringlas, die Feld-Lirin und Himmelssänger. Die Liringlas begrüßen jeden Morgen und verabschieden jeden Abend die Sonne mit ihrem Gesang, so wie sie auch die Sterne abends begrüßen und morgens verabschieden.

### Menschen
Die Menschen stammen von den Mythlin ab. Es ist noch unklar, wieso die Mythlin aus dem Wasser kamen und sich am Land ansiedelten.

### (Fir-)Bolg
Die Bolg sind entfernt mit der Erde und den Drachen verwandt. Sie stammen aus der Verbindung zwischen den Kindern der Erde (aus Lebendigem Gestein von den Drachen geformten Wesen) und den Kith. Häufig werden sie als Monster oder Ungeheuer angesehen. Unter König Achmed aber verbessert sich ihre Lage in Canrif bzw. Ylorc und sie schließen immer mehr Bündnisse und Handelsabkommen mit anderen Ländern. Sie leben im Land der ersten Cymrer und im "Kessel", der von Gwyllian erbauten Festung.

### Dhrakier
Diejenigen der Kith, die unter der Erde blieben und das Gefängnis der F'dor bewachten, die Blutsverwandten, wurden durch Vermischung mit den anderen Völkern zu den Dhrakiern. Obwohl ihre Verbindung zum Wind nicht mehr so stark wie die der Kith ist, sind sie immer noch in der Lage den Wind zu bändigen und für ihre Zwecke zu nutzen, wie beispielsweise das Töten eines F'dors. Sie haben ebenso wie ihre Vorfahren ein Gespür für Schwingungen des Unkörperlichen und können deshalb die F'dor jagen. Das Meer ist ihnen verhasst, da es die Schwingungen ihrer Feinde verwischt.

### Nain
Die Nain leben tief unter der Erde, östlich von den Zahnfelsen. Sie entstammen der Verbindung von Mythlin und den Kindern der Erde. Sie sind große Bergleute und Erfinder. Der Lichtfänger ist eine Erfindung der Nain, aber auch viele Waffen stammen von ihnen. Ihr König ist Faedryth.

### Gwadd
Die Vorfahren der Gwadd sind die Ur-Seren und die Kinder der Erde. Auch sie leben häufig unter der Erde.

## Orte

### Serendair
Serendair, welche später die versunkene Insel genannt wird, ist der erste geografische Ort in der Rhapsody Saga. Die Zeit nahm dort ihren Ursprung und die Insel ist dem Element der Sterne, also dem Äther, gewidmet. Früh in der Geschichte von Serendair fiel ein Stern vom Himmel, wobei große Teile der Insel überflutet wurden. Der Stern wurde das Schlafende Kind genannt, und die Leute glaubten, dass er sich eines Tages wieder erheben würde und die ganze Insel dabei unterginge. Dies geschah dann auch, jedoch erst lange, nachdem Achmed, Grunthor und Rhapsody die Insel verlassen hatten. Zum Glück war aber der regierende König Gwylliam ein großer Visionär, welcher den Untergang vorausgesehen hatte und die Insel frühzeitig evakuierte. Er schickte seinen besten Seefahrer aus, einen neuen Wohnort zu suchen. Dieser fand einen praktisch unbewohnten Kontinent, auf dem nur eine Drachin lebte, die die Besiedelung ihres Landes bewilligte. Gwylliam ließ über 800 Schiffe bauen, welche sich zu drei Flotten zusammensetzten, die in einem unterschiedlichen Zeitabstand lossegelten. Die erste Flotte bestand zum großen Teil aus Handwerkern, denn Gwylliam wollte nicht, dass die Drachin meinte, er wolle ihr Land gewaltsam einnehmen, sondern vielmehr mit ihr teilen. Merithyn, der Entdecker des neuen Kontinents, war der Führer der ersten Flotte. Zum Geleitschutz war auch Orleandra mit auf der ersten Flotte, die nach Merithyns Tod die Schiffe führte.

### Manosse
Die zweite Flotte, welche größtenteils mit Lirin besetzt war, kam, im Gegensatz zu den anderen beiden Flotten, durch einen Sturm vom Kurs ab und strandete zunächst in Gaematria, der Insel der Meeresmagier zwischen der neuen Welt, die Merithyn der Entdecker fand und dem Kontinent Manosse. Ein Teil der Leute ließ sich dort nieder, ein anderer segelte weiter und erreichte Manosse. Schließlich und endlich erreichte ein Teil doch auch Merithyns Kontinent.

### Die neue Welt

#### Tyrian
Tyrian zählt neben Roland und den Bolglanden zu den Ländern in der Mitte des Kontinents. Das Gebiet besteht fast ausschließlich aus einem großen Wald, der nur von den Lirin bewohnt wird. Die Lirin sind Bündnispartner von Roland und leben seit dem Ende des Cymrischen Krieges im Einvernehmen mit den übrigen Bewohnern des Kontinents. Offiziell regiert Rhapsody als Königin über das Land. Da sie aber auch die Herrin der Cymrer ist, regiert ihr Vizeregent Rial für sie.

#### Roland
Tristan Steward ist der Regent von Roland und gleichzeitig auch der Herzog von Bethania. Seit Ashe und Rhapsody zu den unangefochtenen Herrschern der Cymrer aufgestiegen sind, ist sein Titel rein nominell und er besitzt genau gleich viele Rechte wie die Herzöge der anderen Provinzen Rolands:
- Avonderre: der Herzog von Avonderre ist Martin Ivenstrand. In Avonderre ging die erste Flotte an Bord. An dieser Stelle befindet sich heute der Hafen Port Fallon, der größte der neuen Welt. In Avonderre befindet sich auch die Wasser-Basilika, die täglich durch die Flut aufs Neue geweiht wird.
- Narvarne: In Narvarne befinden sich Haguefort, derzeit Sitz des Herrn und der Herrin der Cymrer, sowie der Sitz der Familie Narvarne. Stephen Narvarne war der Herzog von Narvarne, bis er beim Cymrischen Konzil getötet wurde. Vier Jahre danach wird sein Sohn Gwydion der neue Herzog.
- Bethania: Bethania ist die Hauptstadt von Roland, dort befindet sich auch die Feuer-Basilika, die durch eine Verbindung zum Feuer im Herzen der Erde ständig neu geweiht wird.
- Yarim: Eigentlich ist Ihrman Karsrick der Herzog von Yarim, aber in Yarim herrscht eine Mörder- und Diebesgilde, die die Stadt fest in ihrem Griff hat. Ihre Anführerin war Estens, bis sie von Grunthor getötet wurde. Seitdem herrscht der Kronprinz Dranth über die Gilde.
- Canderre: Der Herzog von Canderre ist Cedric Canderre.
- Bethe Corbair: Der Herzog von Bethe Corbair ist Quentin Baldasarre. In Bethe Corbair steht die Wind-Basilika. Der Wind der ihre 876 Glocken (jede steht für ein Schiff, das Serendair verlassen hat)zum Klingen bringt, weiht die Basilika jedes Mal aufs Neue.

#### Sepulvarta
Der Stadtstaat Sepulvarta ist Sitz des Patriarchen, des Oberhaupts des patriarchalischen Glaubens auf dem mittleren Kontinent. Hier befindet sich auch die dem Element Äther geweihte Basilika. Die Sterne selbst weihen die Basilika jede Nacht aufs Neue, indem sie auf ihren Boden scheinen.

#### Sorbold
Im Gegensatz zu dem im mittleren Kontinent gelegenen Roland, gab es Sorbold schon lange, bevor die Cymrer einen Fuß auf den Kontinent gesetzt hatten. Sorbold wurde im Laufe der Jahrhunderte von diversen Herrscherdynastien regiert. In den ersten drei Bänden wird Sorbold von der Königinwitwe regiert, diese wird aber im vierten Buch von dem Händler Thalion umgebracht. Dieser nimmt dann ihren Platz ein. In Sorbold befindet sich auch der Nachtberg, in dem die Erd-Basilika Terreanfor gebaut wurde. Durch die tägliche Rotation der Erde wird sie stets neu geweiht.

#### Ylorc
Ylorc, ehemals Canrif, ist die Heimat der Firbolg und wird somit auch das Bolgland genannt. Ein wichtiger Ort ist der Kessel. Es ist eine Festung in den Zahnfelsen, die von Gwylliam dem Visionär erbaut wurde. Es ist die Heimat von Achmed und Grunthor. Ebenfalls stand der Lichtfänger von Gwylliam dort und auch Achmed erbaut ihn hier neu.

#### Gwynwald
Im Gwynwald befindet sich der Kreis, das Heiligtum der Filiden. Ebenfalls befindet sich Elynsynos Höhle im Gwynwald. Die Filiden sind eine Religionsgemeinschaft mit mehr als einer Million Gläubigen. Einst war ihr Fürbitter Llauron, doch nachdem er seinen menschlichen Körper gegen den eines Drachen getauscht hatte, übernahm Gavin diese Position.

#### Hintervold
Hintervold liegt nördlich von Roland und Ylorc. Es ist eine teilweise und zu bestimmten Jahreszeiten bewohnte Eiswüste. Dadurch ist Hintervold auf die Nahrungslieferung aus Roland angewiesen. Trotzdem ist es eine Schatzkammer für Häute, Erze und Gold sowie Torf, das als Brennmaterial dient.

## Buchausgaben
- Band 1: Tochter des Windes (2003) (Rhapsody: Child of Blood, 1999), Piper Verlag (München) – ISBN 3-492-70072-1
- Band 2: Tochter der Erde (2003) (Prophecy: Child of Earth, 2000), Piper Verlag (München) ISBN 3-492-28614-3
- Band 3: Tochter des Feuers (2004) (Destiny: Child of Sky, 2001), Piper Verlag (München) ISBN 3-492-70074-8
- Band 4: Tochter der Zeit (2005) (Requiem for the Sun, 2003), Heyne Verlag (München) ISBN 3-453-87911-2
- Band 5: Tochter des Sturms (2006) (Elegy for a Lost Star, 2004), Heyne Verlag (München) ISBN 3-453-52067-X
- Band 6: Tochter der Sonne (2007) (The Assassin King, 2005) Heyne Verlag (München) ISBN 3-453-53256-2
- Band 7: The Merchant Emperor (2014) Tor Books St Martins Pr Inc (englisch), ISBN 978-0-7653-0566-4.
- Band 8: The Hollow Queen (2015) Tor Books (englisch), ISBN 978-0-7653-0567-1.
- Band 9: The Weaver´s Lament (2016) Tor Books (englisch), ISBN 978-0-7653-2055-1.